# Gavdopoula
Gavdopoula (griechisch Γαυδοπούλα (f. sg.), Gavdos’ Töchterchen) ist eine kleine, heute unbewohnte griechische Insel südlich von Kreta.

## Lage
Gavdopoula liegt etwa 30 Kilometer südlich des kretischen Hafenortes Chora Sfakion im Libyschen Meer und etwa 7,5 Kilometer nordwestlich von Gavdos. Gavdopoula ist 3 Kilometer lang, bis zu einem Kilometer breit und hat eine Fläche von fast 1,8 km². Die eher flache Insel erreicht eine Höhe von 113 Metern.

## Bedeutung
Das unbewohnte Gavdopoula ist geschichtlich ohne große Bedeutung. Am Südende wurden Reste einer minoischen Siedlung gefunden. Die Insel wird als Weidegebiet für Schafe und Ziegen genutzt.
Im Jahr 1998 rückte die kleine Insel trotzdem ins Blickfeld der Öffentlichkeit, als ein Plan publik wurde, die Insel zu einem gigantischen Containerumschlagplatz (dem nach der Planung mit Abstand größten in Europa) auszubauen. Hierzu sollte die gesamte Insel bis zu einer Höhe von etwa 5 Metern abgetragen und eingeebnet werden. Die abgetragenen Stein- und Erdmassen sollten zum Bau von Schutzdämmen vor dem Hafen verwendet werden. Diese Baumaßnahmen hätten nicht nur die Insel, sondern auch die umliegenden Flachwasserbereiche völlig zerstört. Auch die Insel Gavdos sollte mit Arbeitersiedlungen bebaut werden und hätte ihr heutiges Erscheinungsbild verloren. Die Ausführung des Planes wurde unter anderem durch die Proteste zahlreicher Naturschützer verhindert. Pläne, den Containerhafen stattdessen an der Küste der Messara-Ebene bei Tymbaki an der Südküste Kretas zu bauen, werden auch nicht mehr weiterverfolgt.

## Flora, Vegetation und Naturschutz
Die Insel besteht aus Kalken der Pindos-Ethia-Zone. Von Gavdopoula sind 186 Gefäßpflanzen und 13 Moose bekannt. Die geographische Lage von Gavdopoula am Rand von Europa und in der Nachbarschaft von Nordafrika prägt den floristischen Charakter der Insel. Eine Pflanzenart, Atriplex mollis kommt in Europa nur auf Gavdopoula vor, ist aber in Nordafrika weit verbreitet. Weitere auf der Insel vorkommende Arten mit Verbreitungsschwerpunkt in Nordafrika sind Allium longanum, Asparagus horridus, Castellia tuberculosa, Chlamydophora tridentata, Erodium neuradifolium, Frankenia corymbosa und Periploca angustifolia. Von den endemischen Pflanzen Kretas kommen Bellevalia brevipedicellata, Crepis cretica, Crepis tybakiensis, Muscari spreitzenhoferi, Ononis verae und Teucrium alpestre auf Gavdopoula vor. Das Moos Entosthodon commutatus wurde auf Gavdopoula 1500 km entfernt von seinem bisher bekannten Verbreitungsgebiet in Algerien, Marokko, auf der Iberischen Halbinsel und auf den atlantischen Inseln neu gefunden.
Die Vegetation der Insel ist wenig vielfältig. Im Benthos umgeben Seegraswiesen mit Posidonia oceanica die Insel. Die Küsten von Gavdopoula werden von Felsküstenvegetation, halo-nitrophytischen Gebüschen mit Atriplex mollis besiedelt. Im Inland bedeckt ein Mosaik aus Pistacia lentiscus-Gebüschen, zwei von der geologischen Unterlage abhängigen Phrygana-Typen und Saisonalweiden mit Winterannuellen auf Terra rossa die Hänge.
Gelbschnabel-Sturmtaucher und Mittelmeermöwe brüten auf Gavdopoula. Die umgebenden Gewässer bieten einigen vom Aussterben bedrohten Tierarten wie beispielsweise der Mönchsrobbe (Monachus monachus) einen Lebensraum.
Gavdopoula ist Teil des „Natura 2000“-Gebietes GR 4340013, Gavdos und Gavdopoula (Νήσοι Γαύδος και Γαυδοπούλα) und auch als Important Bird Area eingestuft.